# Ulsnæs
Ulsnæs (dansk) eller Ulsnis (tysk) er en landsby og kommune beliggende midtvejs mellem Slesvig by og Kappel ved Sliens nordlige bred i Angel i Sydslesvig. Administrativt hører kommunen under Slesvig-Flensborg kreds i den nordtyske delstat Slesvig-Holsten. Kommunen samarbejder på administrativt plan med andre kommuner i omegnen i Sønder Brarup kommunefællesskab (Amt Süderbrarup). Ulsnæs er sogneby i Ulsnæs Sogn. Sognet lå i Slis Herred (Gottorp Amt, Sønderjylland), da området tilhørte Danmark.

## Geografi
Kommunen omfatter ved siden af landsbyen Ulsnæs byerne Gundeby (Gunneby), Hestoft og Kjus (Kius) og bebyggelserne Affergynt (Affegünt), Brendsdige eller Brensdige (Bremsdieck), Dalager (Dallacker), Dytnæs (Düttnis), Knabretmark (Knappersfeld), Ulsnæs Land og Ulsnæs Kirkeskov. Til byen Hestoft hører også Sli-øen Kidholm (Kieholm). 
I kommunen findes flere varierede skovområder som for eksempel Kjus Skov (Kiuser Gehege) eller skoven Hagab ved Gundeby Nor. Kommunens seværdigheder er den forhenværende borganlæg Hesselgaard og Ulnæs Kirke.

## Historie
Stednavnet blev første gang nævnt i 1349 som Vlfsnees. Området dannede dengang fogderiet Ulsnæs (Vogtei Ulsnis), som tilhørte domkapitlet i Slesvig. I 1544 tilfaldt Ulsnæs gods den danske krone.
Knabretmark (Knappersfeld) er første gang dokumenteret 1854. Navnet er af angeldansk knab(b)ret i betydning ujævn eller knoldret, her altså ujævn mark.
Tidligere fandtes der en færgeforbindelse fra Ulsnæs Strand til halvøen Hagehoved ved Risby.

## Seværdigheder
Ulsnæs Kirke er en romansk hallekirke fra 1200-tallet. Kirkebygningen er opført i granit og tufsten, hvilket er usædvanligt for kirkerne i Angel. I 1338 blev kirken viet til den hellige Villehad. Over døren til kirkens våbenhus ses Christian 5.s monogram og hans valgsprog Pietate et Iustitia (Ved fromhed og retfærdighed). Klokkestabelen er fra 1600-tallet. I kirkens mur findes flere billedstene. På en af stenene kryber et vinget væsen (en drage) op. Dragen symboliserer i kristen billedkunst traditionelt det onde. Relieffet i tympanon forestiller den tronende Kristus med Kain og Abels offer ved siderne.
Det middelalderlige borganlæg Hesselgaard blev første gang nævnt 1360. Det befandt sig på en plateau midt i en sø tæt ved byen. I 1644 blev borgen ødelagt, men på grund af den i 1862 gennemførte tørlægning af søen kunne resterne stadig ses i 1900-tallet.

## Galleri
- Billedsten i kirkens østlige hjørne
- Udsigt ober Slien
- Kæmpen fra Ulsnæs (lavet af Andi Feldmann fra Flensborg)
- Slesvigsk/Sønderjysk gård (Ulsnæs gamle præstegård)

## Kendte fra Ulsnæs
- Hinrich Detlef Hinrichsen (24. december 1832 - 24. december 1925), dansk-tysk maler
- Gustav Johannsen (2. august 1840 i Gundeby ved Ulsnæs - 25. oktober 1901), dansk-sønderjysk politiker og journalist